# 勒普莱西贝尔维尔
勒普莱西贝尔维尔（法語：Le Plessis-Belleville，法語發音：[lə plɛsi bɛlvil]）是法国瓦兹省的一个市镇，属于桑利斯区。

## 地理
勒普莱西贝尔维尔（49°5'48"N, 2°45'11"E）面积6.86 平方千米，位于法国上法蘭西大區瓦兹省，该省份为法国北部内陆省份，北起索姆省，西接厄尔省和滨海塞纳省，南至塞纳-马恩省和瓦兹河谷省，东临埃纳省。
与勒普莱西贝尔维尔接壤的市镇（或旧市镇、城区）包括：圣帕蒂、埃默农维尔、埃沃、拉尼勒塞克、蒙塔尼圣费利西泰、锡伊勒隆。
勒普莱西贝尔维尔的时区为UTC+01:00、UTC+02:00（夏令时）。

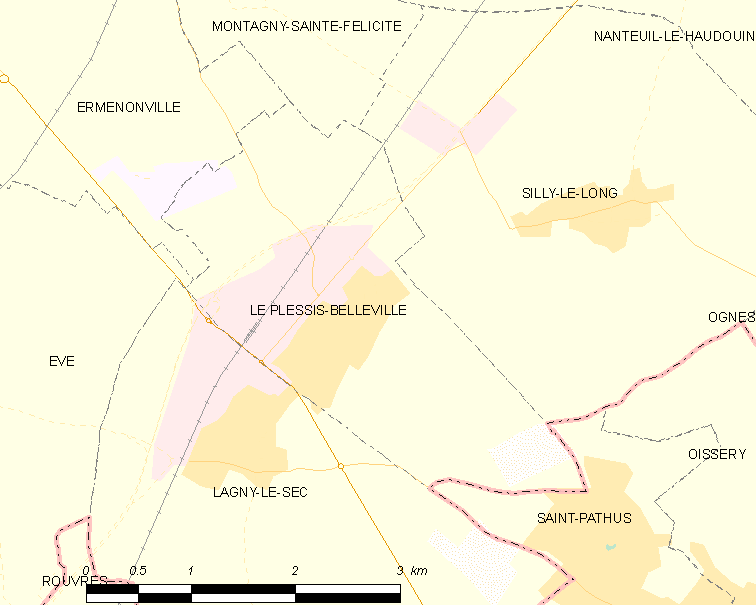
勒普莱西贝尔维尔的OSM定位图

## 行政
勒普莱西贝尔维尔的邮政编码为60330，INSEE市镇编码为60500。

## 政治
勒普莱西贝尔维尔所属的省级选区为楠特伊勒欧杜安县。

## 人口

1962-2008年间勒普莱西贝尔维尔人口变化图示

勒普莱西贝尔维尔于2022年1月1日时的人口数量为3822人。